# Jake Matijevic

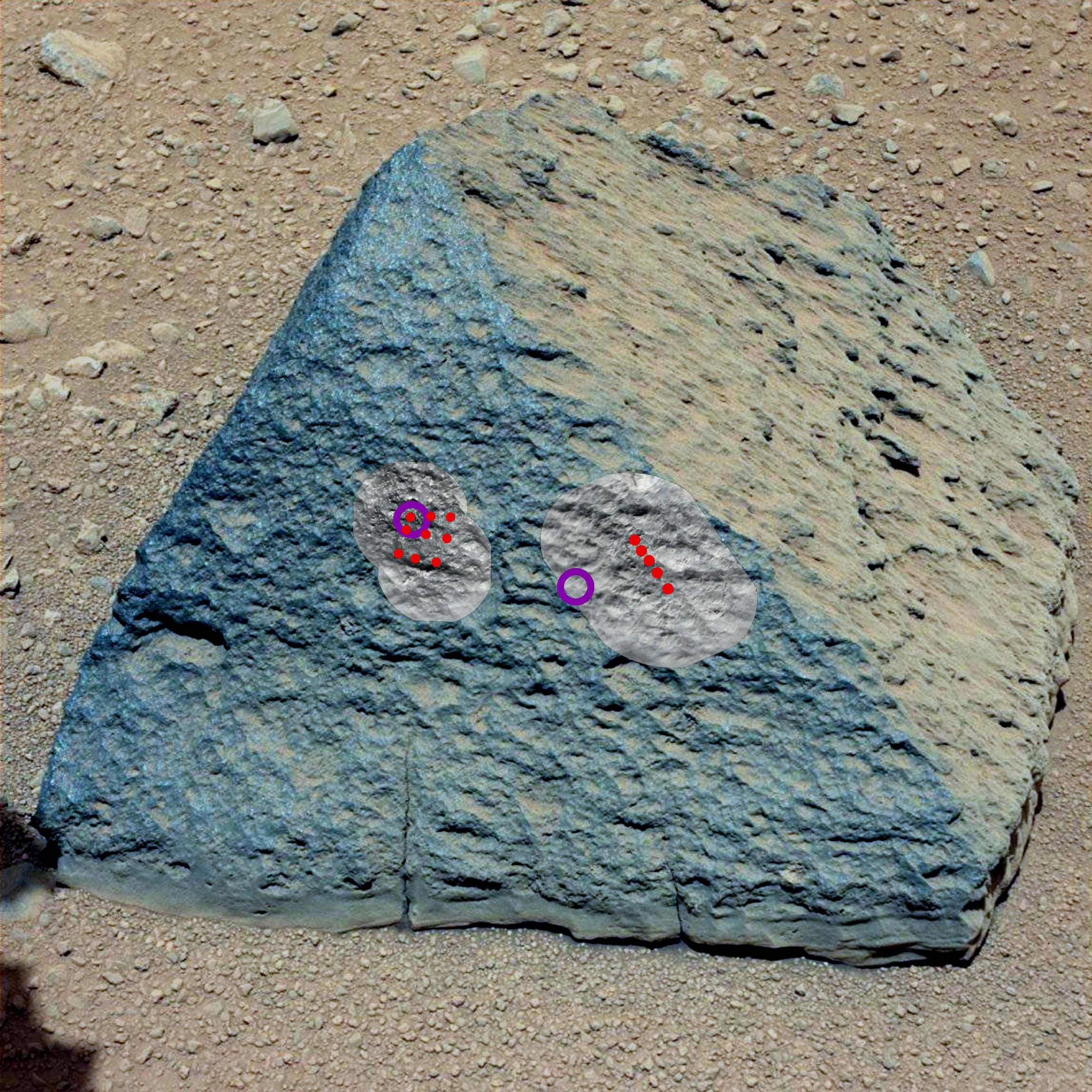
Jake Matijevic.

Jake Matijevic est un rocher de forme pyramidale de Aeolis Palus, entre Peace Vallis (en)  et Aeolis Mons, dans le cratère de Gale sur la planète Mars. Ses coordonnées approximatives sont 4,59° S, 137,44° E. Il a été découvert par l'astromobile Curiosity au sol 43 de sa mission, dans le courant du mois de septembre 2012 pendant son trajet entre le site d'atterrissage, nommé « Bradury landing », et le site « Glenelg ». Le rocher a été nommé ainsi en hommage à l'ingénieur Jacob Matijevic, un mathématicien qui a joué un rôle important dans la création du robot Curiosity. Il est décédé quelques jours avant l'atterrissage de Curiosity sur Mars.

## Description
Le rocher Jake Matijevic (souvent abrégé en « Jake_M. » ) mesure 25 cm de haut et 40 cm de large. Il est de forme pyramidale. Il n'est pas en relation géologique avec l'affleurement sur lequel il est posé ; il est ainsi considéré comme un éjectat secondaire issu de l'impact d'un plus ou moins gros météoroïde avec la surface de Mars. Sa provenance martienne n'est pas connue ; il peut provenir d'un cratère d'impact se situant à plusieurs dizaines à centaines de kilomètres de son emplacement actuel ; sa profondeur d'origine n'est pas non plus connue, mais par comparaison avec le claste trouvé dans la météorite NWA 7533, c'est une roche de semi-profondeur (ou sub-surface), entre quelques centaines de mètres et la dizaine de kilomètres.
Il s'agit de la première pierre analysée en composition élémentaire par le spectromètre à bombardement de rayons alpha et mesure de rayons X, APXS de Curiosity. Il a aussi été analysé par l'instrument de spectroscopie par ablation laser, ChemCam. L'équipe de Curiosity a choisi ce rocher d'une part comme une cible appropriée pour une première utilisation de quelques-uns des instruments du robot, notamment l'imageur MAHLI qui peut prendre en gros plan des images en couleur.
D'apparence, il s'agit d'un bloc rocheux erratique, de type éjectat secondaire (éjecté par un impact météoritique dit primaire). Sa compacité apparente et sa morphologie anguleuse rappellent celle d'autres blocs basaltiques, rencontrés dans les précédentes missions. Après mesures, il s'avère d'une composition insolite par rapports aux roches martiennes connues. Les analyses effectuées sur cette roche par Curiosity en octobre 2012 suggèrent qu'il s'agit d'une roche ignée, mais relativement enrichie en éléments compatibles avec le feldspath, tels que l'aluminium et les éléments alcalins, sodium et potassium, avec en contrepartie de plus faibles concentrations en éléments ferro-magnésiens (fer, magnésium, manganèse, nickel), relativement à d'autres roches martiennes ayant une concentration en silice équivalente. Ces analyses portées dans le diagramme suggèrent que le rocher Jake_M. peut être une mugéarite. Les roches ignées similaires au rocher Jake_M. sont bien connues, mais sont rares sur la Terre. On en trouve sur les îles océaniques telles que Hawaï, Sainte-Hélène et les Açores, ainsi que dans les zones de rift comme le Rio Grande. Sur Terre, ces roches se forment lorsque le magma, habituellement trouvé dans les volcans, remonte à la surface, se refroidit et certains éléments chimiques se solidifient partiellement, tandis que la partie liquide plus chaude du magma s'enrichit avec les éléments restants. Par une coïncidence remarquable, la localité martienne Glenelg est aussi le nom d'un petit village dans le nord-ouest de l’Écosse qui se trouve à 25 km à l'est de la localité type de mugéarite à Mugeary sur l'île de Skye.